# Estádio Bilino Polje
Bilino Polje é o lar de futebol estádio de bósnia Premier League clube de futebol NK Čelik da cidade de Zenica na Bósnia e Herzegovina, e um dos dois estádios da equipa nacional de futebol da Bósnia e Herzegovina . Às vezes também é usado para a equipe nacional de rugby da Bósnia e Herzegovina .

## História
O estádio foi construído e inaugurado em 1972. Foi usado na primeira partida da Bósnia e Herzegovina, um amistoso disputado contra a Albânia em 1996, com o resultado final sendo uma vitória por 2 a 0 para a Albânia. O estádio é considerado uma "maldição" para as seleções estrangeiras, porque a seleção da Bósnia geralmente vence ou raramente perde seus jogos em casa no estádio Bilino Polje. Em um período que vai de 1995 a outubro de 2006, a Bósnia ficou invicta em casa em cerca de 15 jogos disputados no Zenica. A cidade de Zenica teve que esperar mais 4 anos (1996-2000) antes que a próxima partida da seleção nacional fosse disputada no estádio. Esta partida também foi um amistoso, desta vez contra a Macedônia do Norte, com o resultado final sendo uma vitória da equipe da casa por 1-0.
Bilino Polje foi construído dentro de um período de 6 e 8 meses e estava pronto para o NK Čelik receber seleções europeias na então Copa Mitropa . Naquela época, o NK Čelik recebeu a Fiorentina no estádio na final da Copa Mitropa e a conquistou naquele ano. Além disso, o NK Čelik também conquistou a Copa Mitropa no ano seguinte. Poucos anos depois da construção, o estádio foi agraciado com o prêmio de mais belo estádio da Iugoslávia . Bilino Polje tem uma forma retangular com dimensões de estilo britânico, em vez de uma forma oval, como o Estádio Koševo em Sarajevo, tornando-o um estádio um tanto incomum na Bósnia e Herzegovina.     

## Localização
O estádio está localizado na área urbana de Zenica e pode ser facilmente acessado e navegado de vários pontos da cidade. Também está bem conectado à renovação urbana em andamento da rede viária da cidade.  

## Estatísticas do estádio
ref1. </br> Jogos de futebol da seleção nacional de futebol da Iugoslávia até 1992: 
| Encontro            | Time da casa               | Resultado | Time visitante                  | Concorrência                                    |
| ------------------- | -------------------------- | --------- | ------------------------------- | ----------------------------------------------- |
| 17 de abril de 1974 | ligação=\|borda Iugoslávia | 0-1       | ligação=\|borda União Soviética | Amigáveis                                       |
| 27 de março de 1985 | ligação=\|borda Iugoslávia | 1–0       | ligação=\|borda Luxemburgo      | Eliminatórias para a Copa do Mundo FIFA de 1986 |

Jogos de futebol da seleção nacional de futebol da Bósnia e Herzegovina até o momento: 

## Galeria de imagens

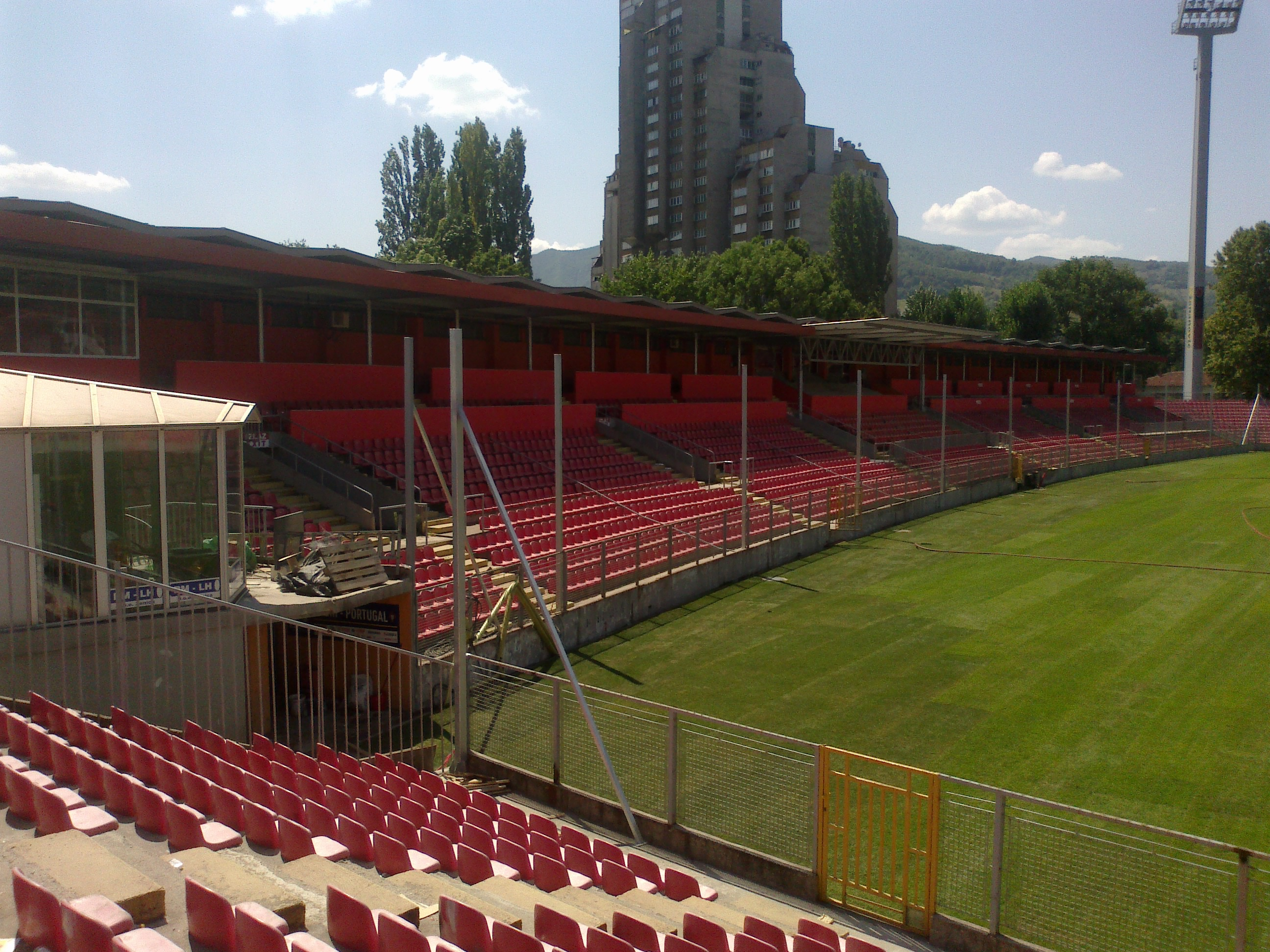
Zona leste
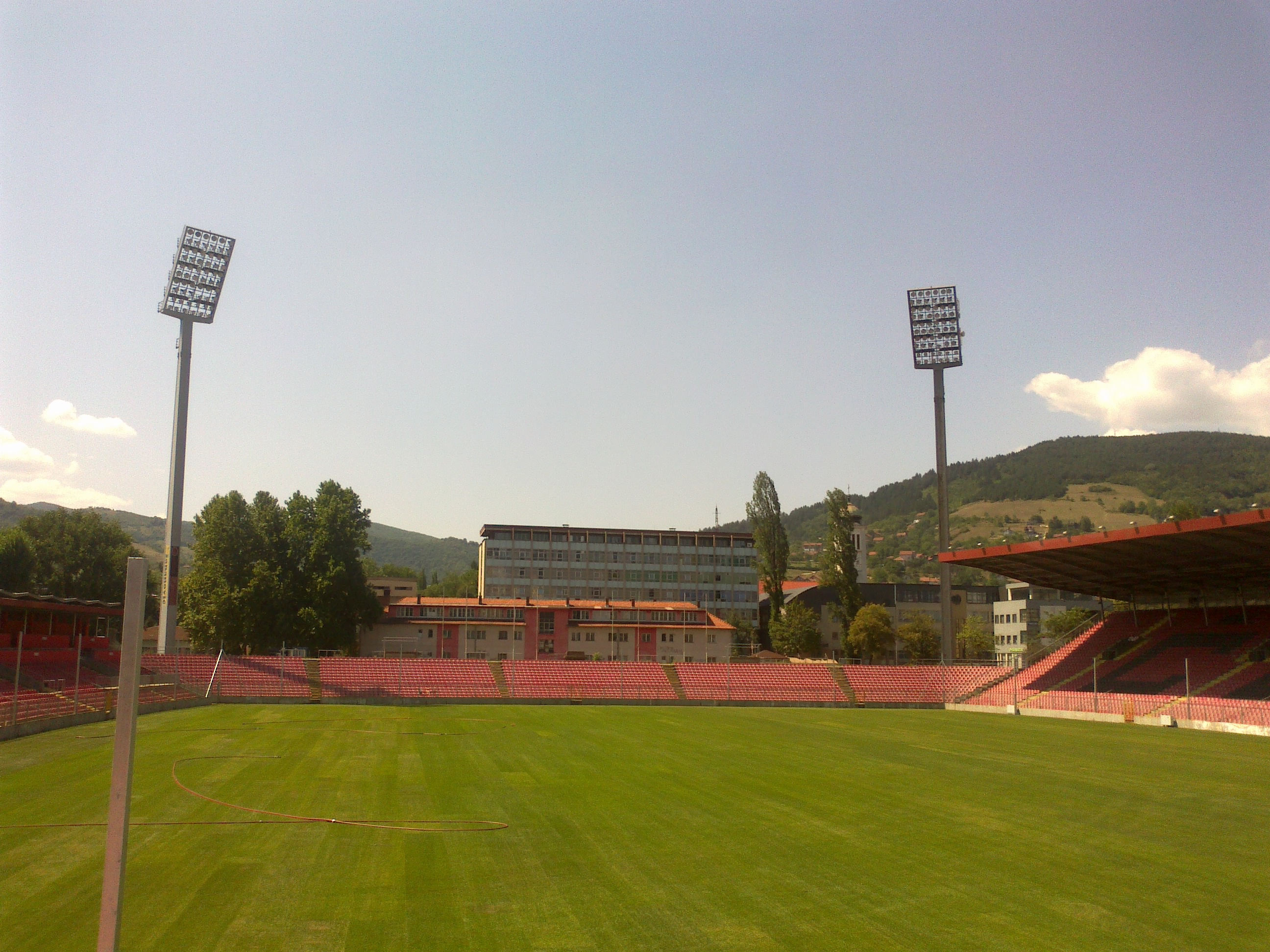
lado sul
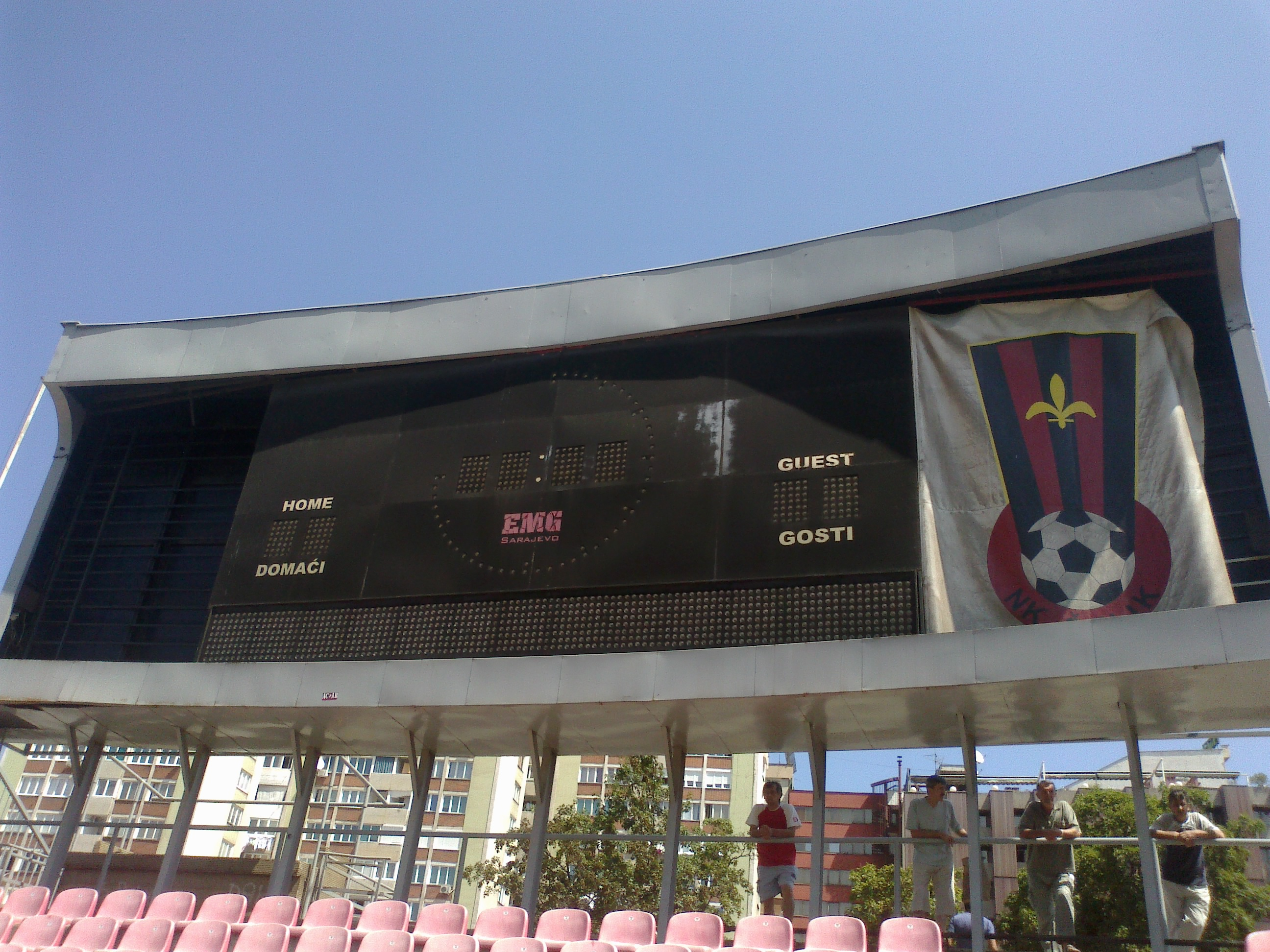
Placar no lado norte
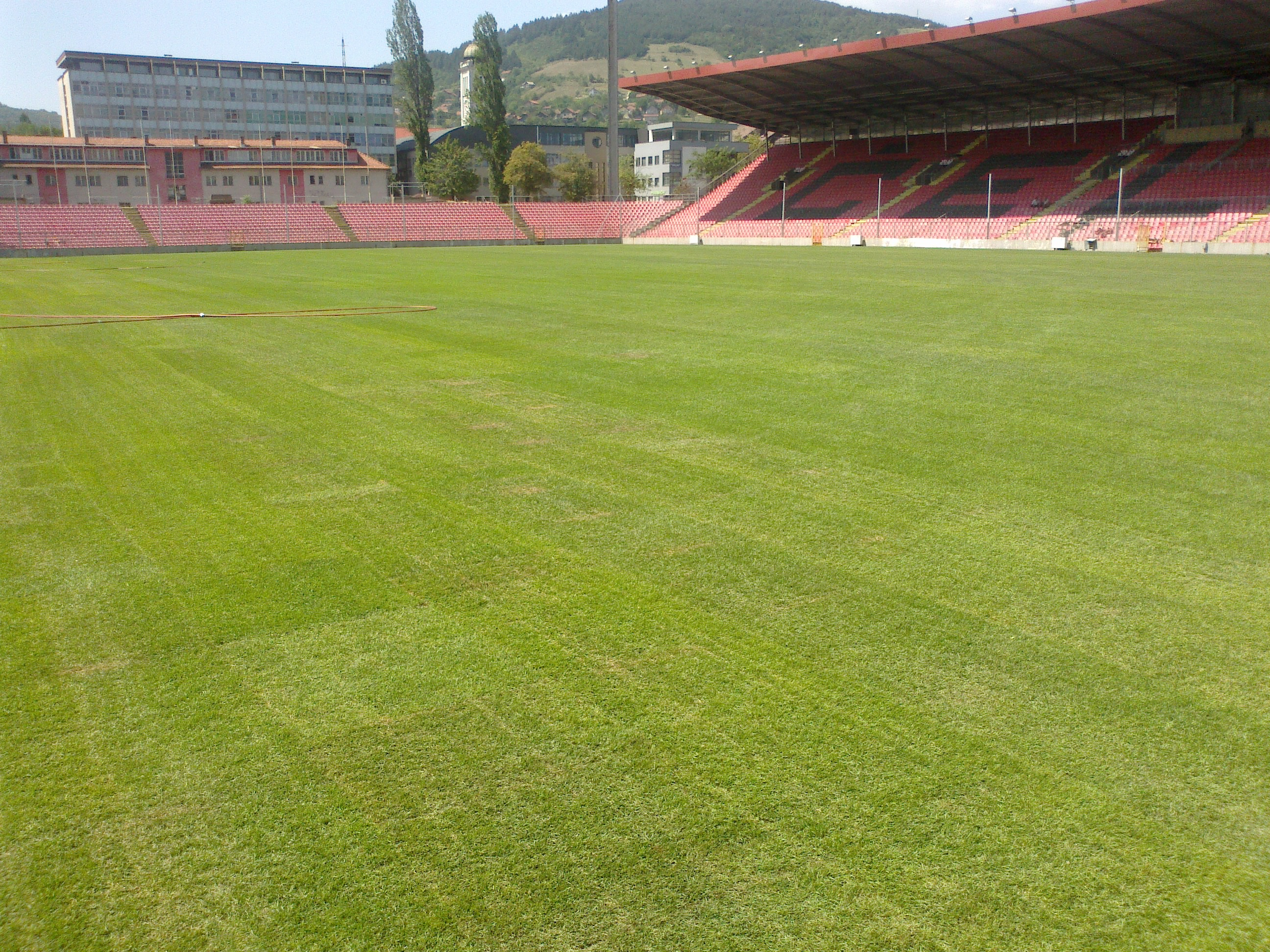
Nova grama (colocada em agosto de 2012)